# Interop (конференция)
Interop — ежегодная выставка-конгресс, посвященная информационным технологиям. Проводится с 2004 года компанией UBM TechWeb, занимающейся проведением нескольких ежегодных конференций. Проходит в четырех городах в соответствующее время года: Мумбаи (Индия), Нью-Йорк (США), Токио, Япония и Лас-Вегас (США). В 2006—2008 годах проводилась в Москве (Россия). В 2008 году было запланировано проведение конференции в Сан-Паулу (Бразилия).

## История

### Interop Moscow 2007
Вторая московская конференция состоялась 30-31 мая в «Форум Холл» организаторами которой выступили маркетинговое агентство «Форт-Росс» и американская корпорация CMP Technology LLC.
Ключевыми докладчиками конгресса стали:
- Роберт Уоррэлл (Robert Worrall), CIO, Sun Microsystems Inc.
- Марк Брегман (Mark Bregman), исполнительный вице-президент и технический директор, Symantec Corp.
- Йоанна Рутковская, основатель компании Invisible Things Lab и единственная женщина, которая вошла в «пятерку самых заметных хакеров 2006 года».
- Брайен Белендорф (Brian Behlendorf), один из основателей Apache[1].

### Interop Moscow 2008
Конгресс состоялся 23-24 апреля в выставочном комплексе «Т-Модуль» (изначально планировалось провести в выставочном центре «Форум Холл») при поддержке Министерства экономического развития и торговли. Организаторами мероприятия стали маркетинговое агентство ИТ-индустрии «Форт-Росс» и американская корпорация СMP Technology LLC.
С ключевыми докладами на конгрессе выступили:
- Том Ханрахан (Tom Hanrahan), директор по Linux-интероперабельности в корпорации Microsoft, один из ведущих экспертов в области архитектуры ядра Linux;
- Эндрю Мортон (Andrew Morton), легендарный член команды хранителей ядра Linux, ведущий специалист Google;
- Гэри МакГроу (Gary McGraw) , Ph.D., СТО, Cigital, один из наиболее авторитетных в мире экспертов в области информационной безопасности.
- Дэвид Холтцман (David H. Holtzman), президент GlobalPOV, один из самых известных специалистов по ИТ-безопасности, автор бестселлера «Privacy Lost».
- Мэт Эсей (Matt Asay), вице-президент, Alfresco, один из ведущих бизнес-стратегов в области Open Source
- Майк Далтон (Mike Dalton), президент EMEA, McAfee, Inc., занимается всеми коммерческими и деловыми операциями, контролем продаж и маркетинговых действий[3].

## Ключевые темы конференций
- Распространение приложений 2.0 (Application Delivery 2.0)
- Облачные вычисления (Cloud Computing)
- Центры обработки данных (Data Center)
- Виртуализация рабочих столов (Desktop Virtualization)
- Предприятие 2.0 (Enterprise 2.0)
- Информационная безопасность и управление рисками (Information Security and Risk Management)
- Управление информационными технологиями (IT Management)
- Компьютерные сети (Networking)
- Хранение данных (Storage)
- Видеоконференции (Video Conferencing)
- Виртуализация (Virtualization)
- Концепции и практика виртуализации (Virtualization Concepts and Practices)
- Управление виртуализацией (Virtualization Management)
- VoIP и объединенные коммуникации (VoIP and Unified Communications)
- Беспроводные сети и мобильные устройства (Wireless and Mobility)